# Pan Dandan
Pan Dandan (en chino: 潘旦旦; 1 de enero de 1996) es una deportista china que compitió en remo. Ganó cuatro medallas en el Campeonato Mundial de Remo entre los años 2011 y 2018.

## Palmarés internacional
| Campeonato Mundial | Campeonato Mundial        | Campeonato Mundial | Campeonato Mundial  |
| Año                | Lugar                     | Medalla            | Prueba              |
| ------------------ | ------------------------- | ------------------ | ------------------- |
| 2011               | Bled (Eslovenia)          | Medalla de plata   | Cuatro scull ligero |
| 2014               | Ámsterdam (Países Bajos)  | Medalla de bronce  | Doble scull ligero  |
| 2017               | Sarasota (Estados Unidos) | Medalla de bronce  | Cuatro scull ligero |
| 2018               | Plovdiv (Bulgaria)        | Medalla de oro     | Cuatro scull ligero |